# ヒクイドリ目
ヒクイドリ目（ヒクイドリもく、Casuariiformes）は、鳥類の1目である。ヒクイドリ科とエミュー科からなり、合わせて2属4種のみが現生する小さな目である。
伝統的に独立目とされていたが、1979年Mayrが、古顎類のうちヒクイドリ目など4つの目を1つのダチョウ目に統合したことがある。。しかし、このダチョウ目は単系統ではないと判明したため、近年は再び分割され、ヒクイドリ目となった。。

## 特徴
非常に大型（ダチョウ目に次ぐ）の飛べない鳥で、ダチョウ科同様、走行に特化している。オスが卵を温め、雛を育てる。
全種、オーストラリア区のオーストラリア大陸あるいはニューギニア島、タスマニア島、ヤペン島に分布する。

## 分類
- ヒクイドリ科 Casuariidae
  - ヒクイドリ属 Casuarius
    - ヒクイドリ Casuarius casuarius
    - コヒクイドリ Casuarius bennetti
    - パプアヒクイドリ Casuarius unappendiculatus
    - †Casuarius lydekki
- エミュー科 Dromaiidae
  - エミュー属 Dromaius
    - エミュー Dromaius novaehollandiae
    - †Dromaius baudinianus
    - †Dromaius ater
    - †Dromaius ocypus

  - エムアリウス属 Emuarius
    - †Emuarius guljaruba
    - †Emuarius gidju

国際鳥類学会議 (IOC) は2科を置くが、全体をヒクイドリ科1科とする説もある。